# Maurice Prévoteau
Maurice Prévoteau, né le 6 novembre 1908 et mort le 2 mars 1994, est un homme politique français.

## Détail des fonctions et des mandats
Mandat parlementaire
- 22 septembre 1974 - 2 octobre 1983 : Sénateur de la Marne